# Sätra varv

Sätra varv (även Sättra varf) var mellan 1878 och 1935 ett fartygs- och reparationsvarv för “större och mindre segelfartyg och pråmar” vid Fiskarfjärden i Mälaren i nuvarande stadsdelen Sätra, södra Stockholm. Av den ursprungliga bebyggelsen finns flera av arbetarbostäderna kvar på höjden, medan det enbart återstår fundamentrester efter varvsbyggnaderna vid stranden. Området ingår i dag i Sätraskogens naturreservat.

## Historik

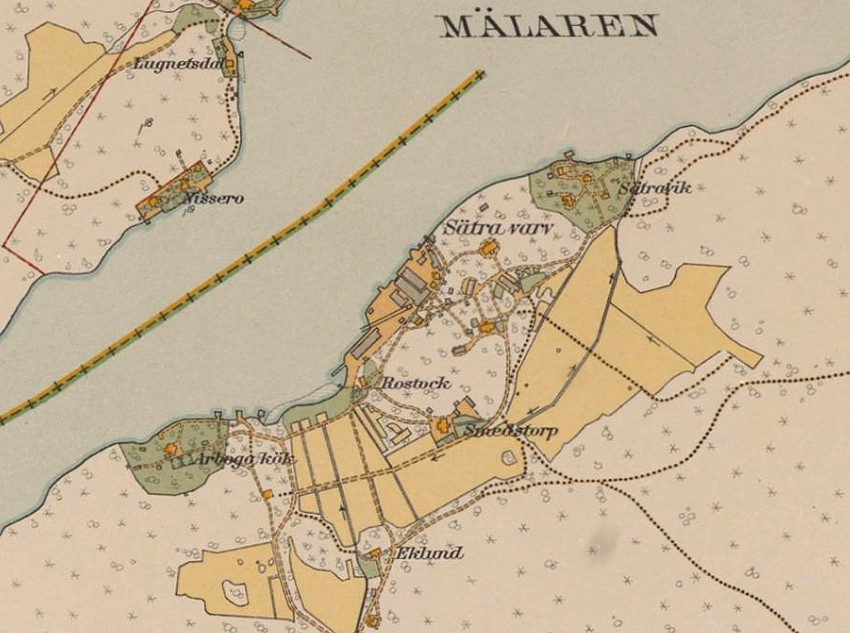
Sätra varv kring 1920.

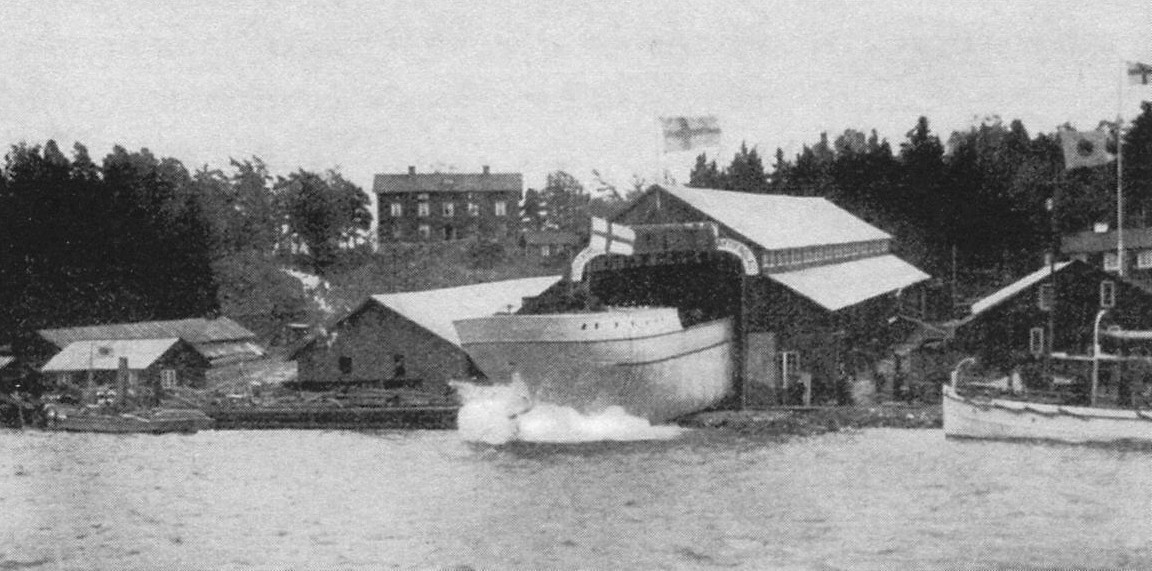
Sjösättning 1918 av pråmen TB 1, senare m/f Tebe.

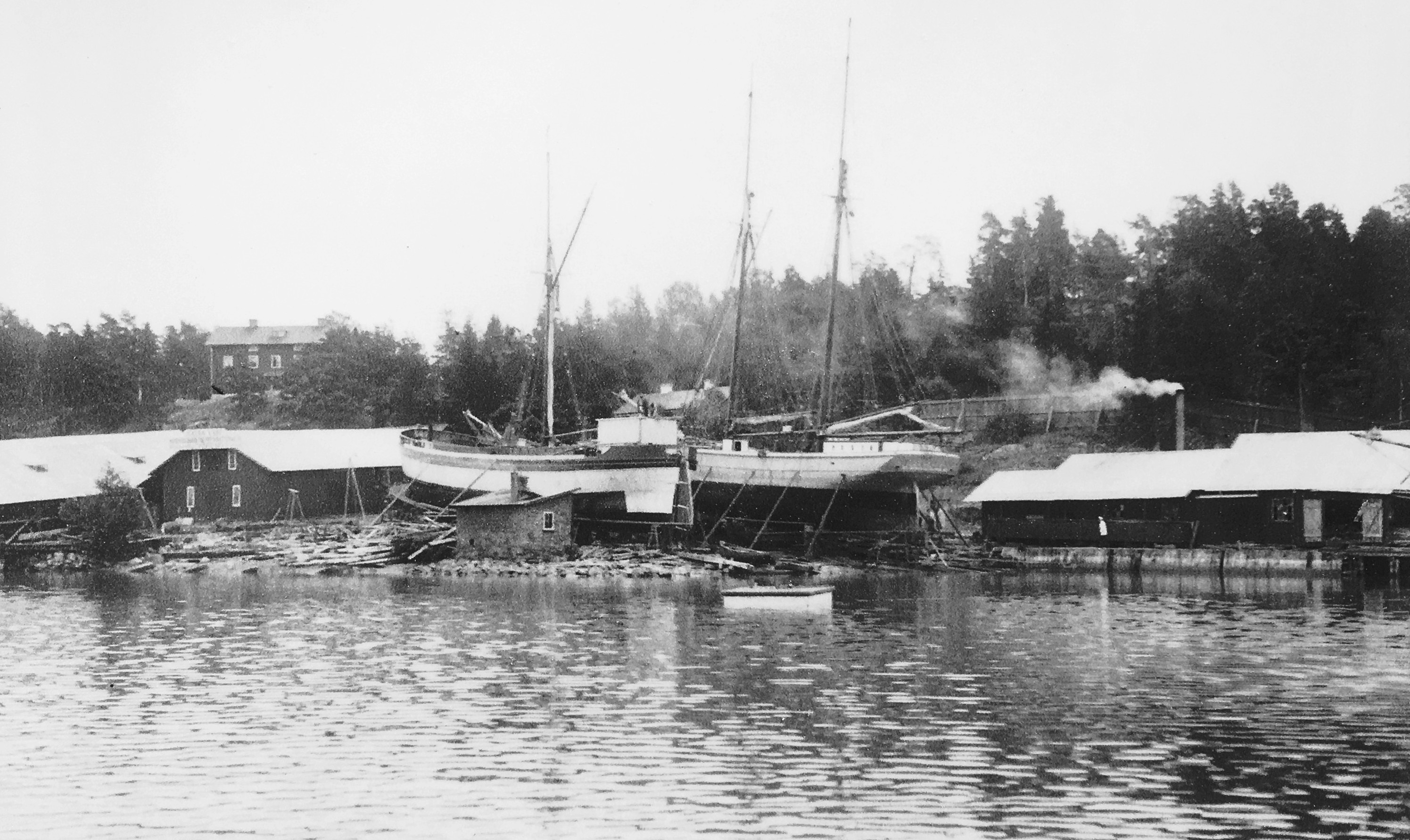
Sätra varv på 1910-talet.

Första ägare till varvet var tegelhandlaren Johan Land som började verksamheten 1878. Han efterträddes 1889 av ett transportbolag ägt av bröderna Berggren. 1911 övertog Stockholms Transport- och Bogseringsaktiebolag (TB) deras pråmflotta för sand- och tegeltransporter på Mälaren. TB var ett av Sveriges största bogseringsbolag.
Rekordåren 1918-1919 uppgick flottan till över 300 enheter. Samtidigt nådde Sätra varv sin högsta arbetsstyrka med över 40 man. 1919 färdigställdes lastmotorfartyget Tebe som var varvets sista nybygge och tillkom i samverkan med Ekensbergs varv. Därefter fortsatte reparationsverksamhet fram till 1935. Som mest fanns ett 20-tal byggnader på varvsområdet, bland andra arbetarbostäderna "Bergsbo I-III", byggmästarbostad, kontor, virkesskjul, beckhus, verkstadsbyggnad, mangelbod och smedstorp. Efter varvets nedläggning revs många byggnader.
Numera används själva varvsområdet som småbåtshamn och uppläggningsplats för Sätra Båtsällskap. I det så kallade Varvsarbetarhuset (Bergsbo II) har konstnärer sina ateljéer. Ibland arrangerar man konstkurser och workshops. I västra delen av det gamla varvsområdet finns ytterligare en byggnad bevarad; torpet Råstock från 1600-talets början, som var fram till omkring sekelskiftet 1900 bostad för varvsbyggmästaren, Nils Nilsson. Följer man stigen längs Mälarens strand cirka 300 meter österut kommer man till resterna av Arboga kök som brann ner 1967. Arboga kök var liksom Rostock en krog.
Sättra Varfs Intresseförening, SVI, ägs av båtklubbarna Sätra Båtsällskap och Fiskarfjärdens båtklubb. På varvet, som ligger i anslutning till Sätra Båtsällskaps hamn, förvaras vintertid cirka 500 båtar. SVI administrerar med helt ideella insatser 
upptagningen och sjösättningen av samtliga båtar. Verksamheten har fortgått här på samma plats sedan mitten av 1960-talet.
Sätra varv påverkas av byggandet av Förbifart Stockholm, som beräknas bli klar till 2026 och som bland annat innebär att en arbetstunnel för bygget mynnar vid varvet.

## Nutida bilder

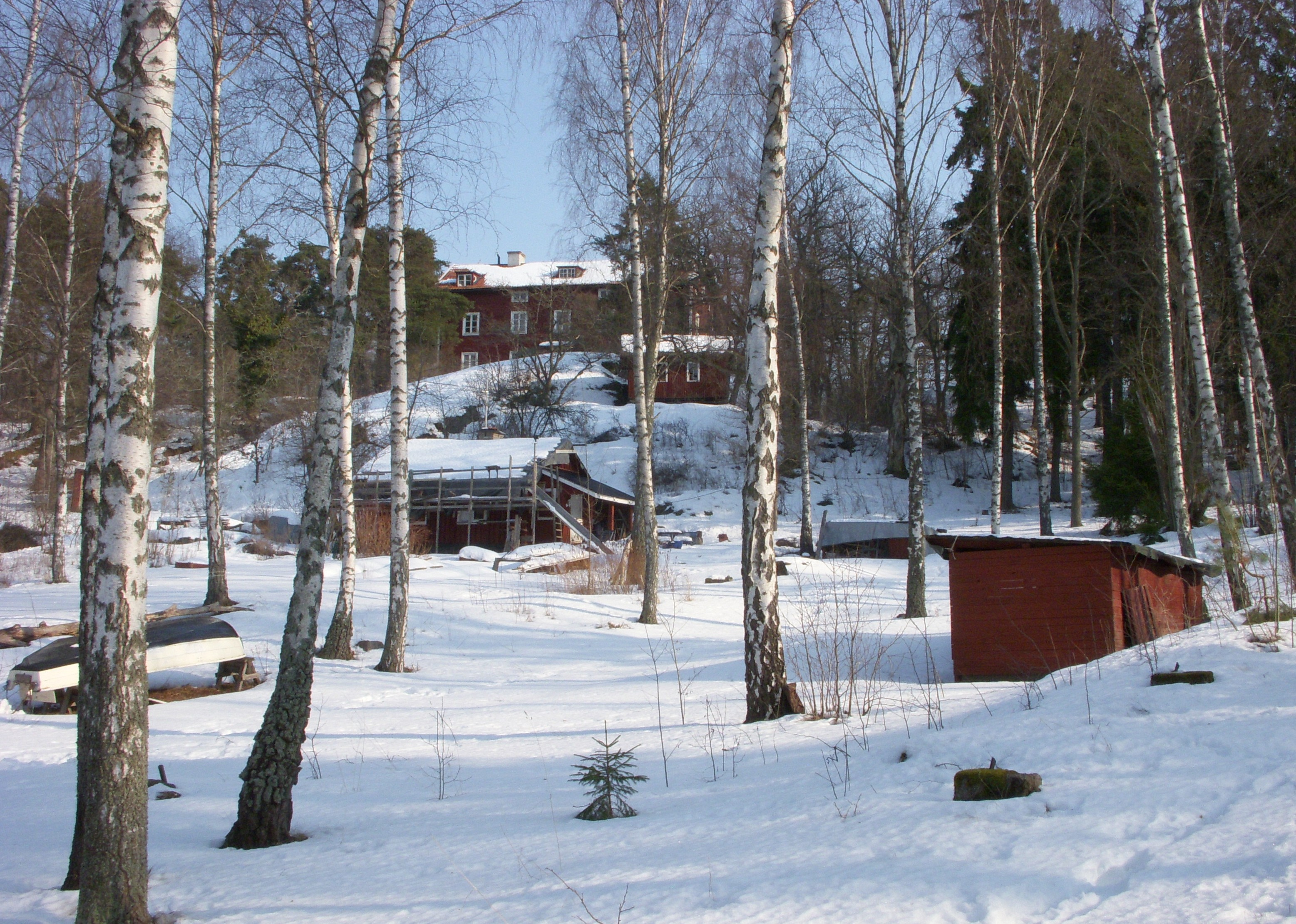
Arbetarbostäder med Bergsbo II
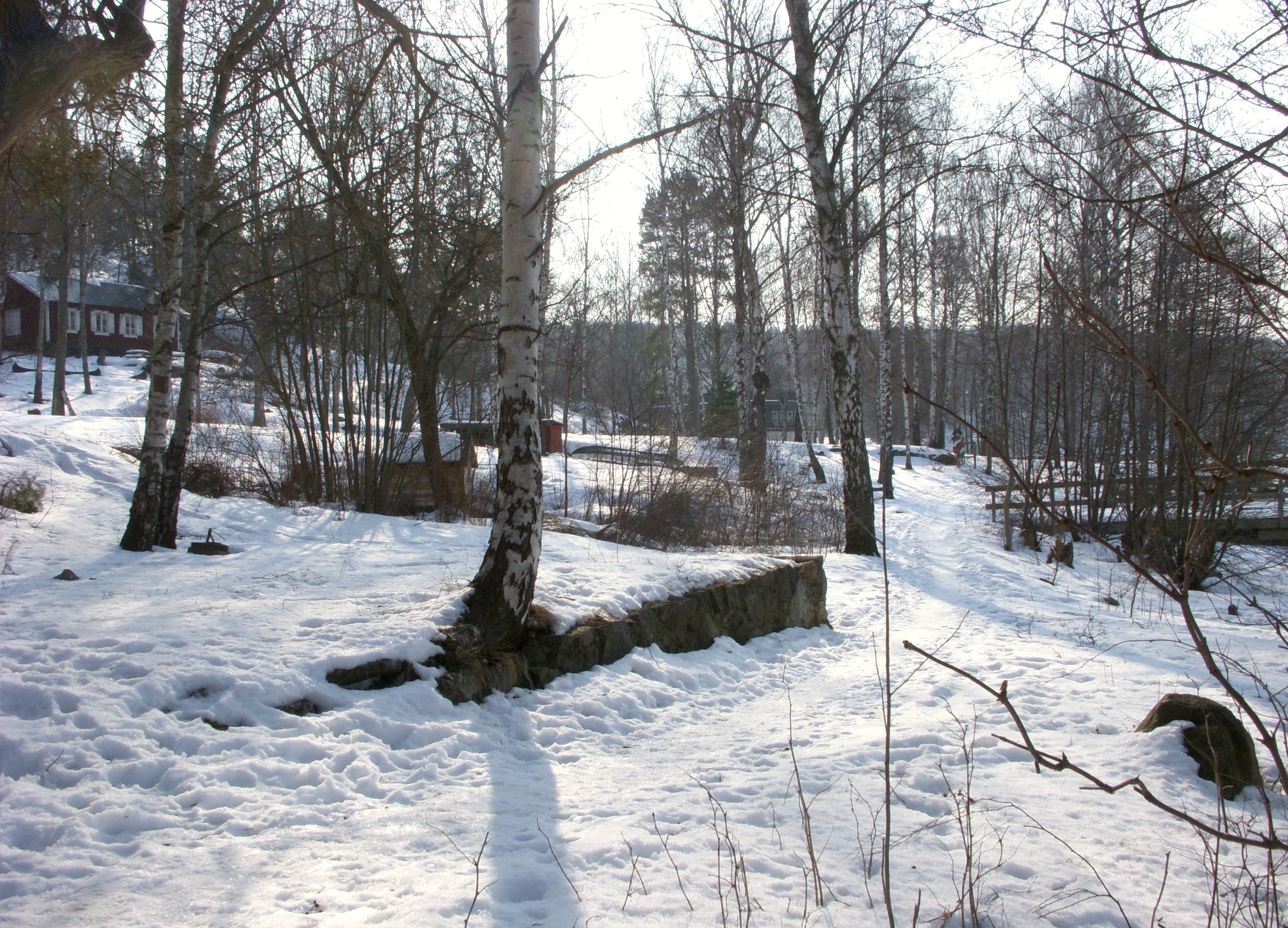
Fundamentrester
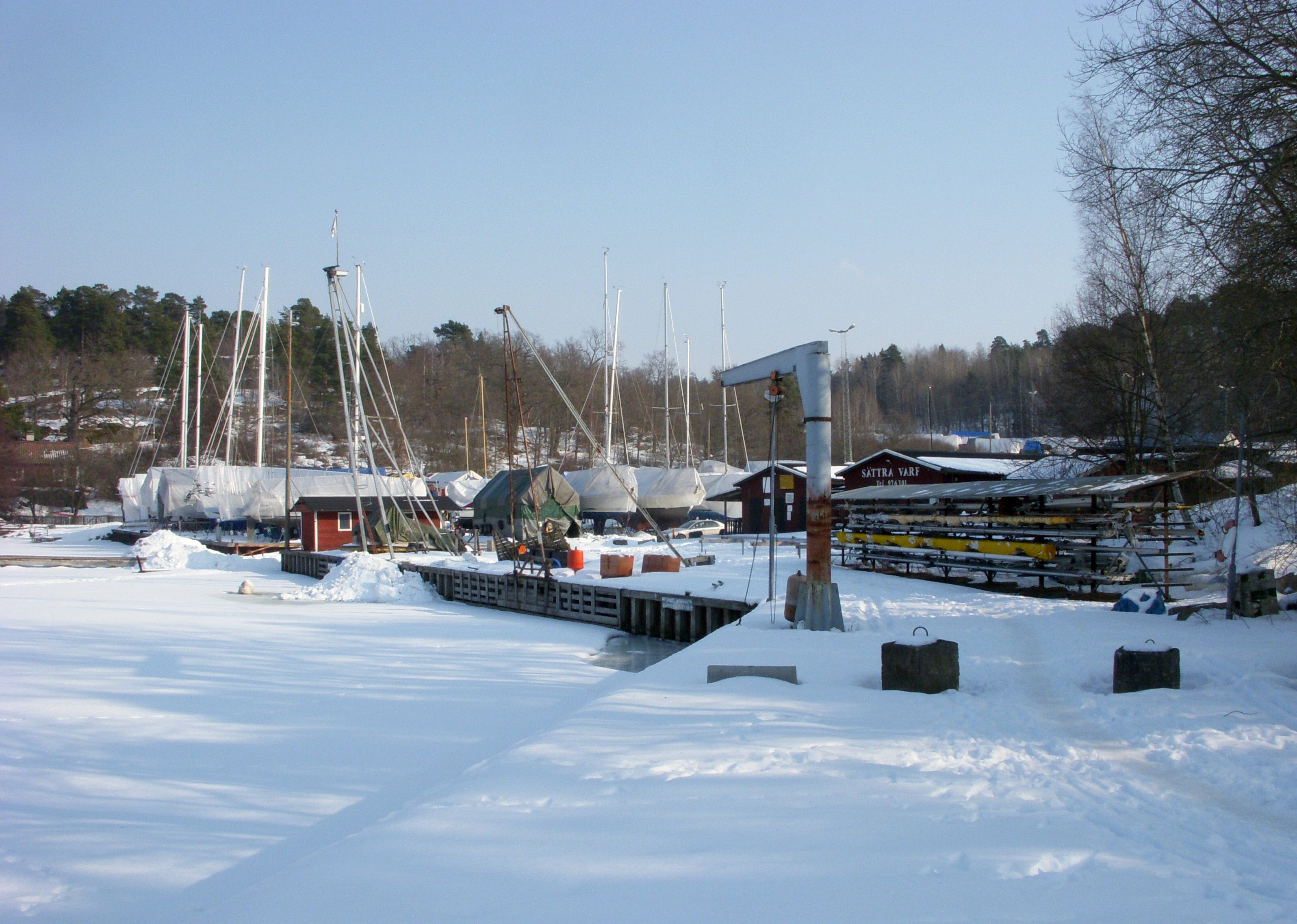
Hamnområdet
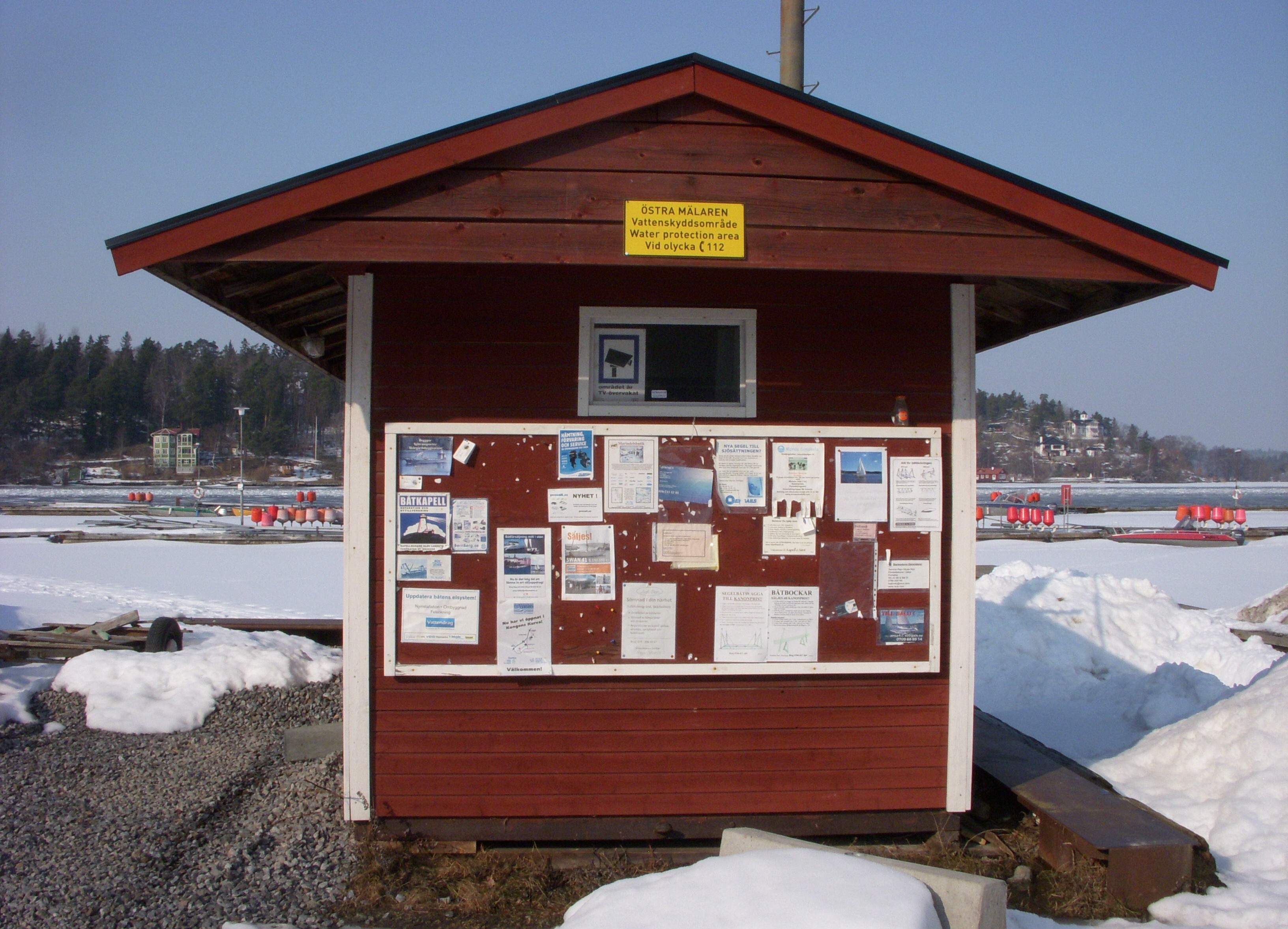
Hamnområdet

## Förbifart Stockholm

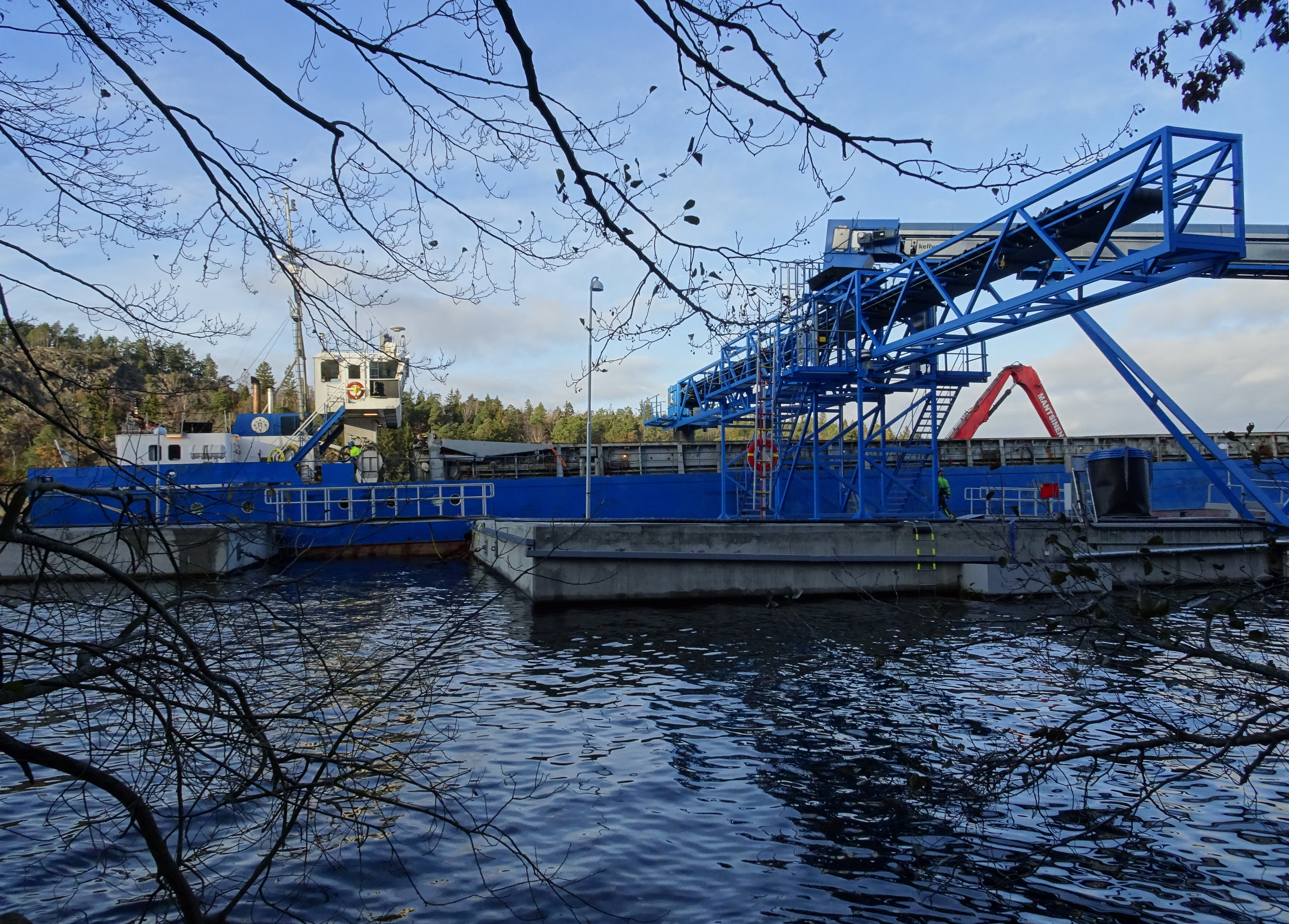
Provisoriska hamnen vid Sätra varv för borttransport av sprängsten från Förbifart Stockholms tunnel, november 2017.

I samband med byggandet av Förbifart Stockholm, den nästan två mil långa tunneln som skall förbinda E4/E20 vid Kungens kurva med Häggvik, Sollentuna kommun, har en arbetstunnel och en provisorisk hamn byggts strax väster om Sätra varv. Hamnen används främst för bortforsling av bergmassor och lossning av byggmaterial.